# Alexander Neu

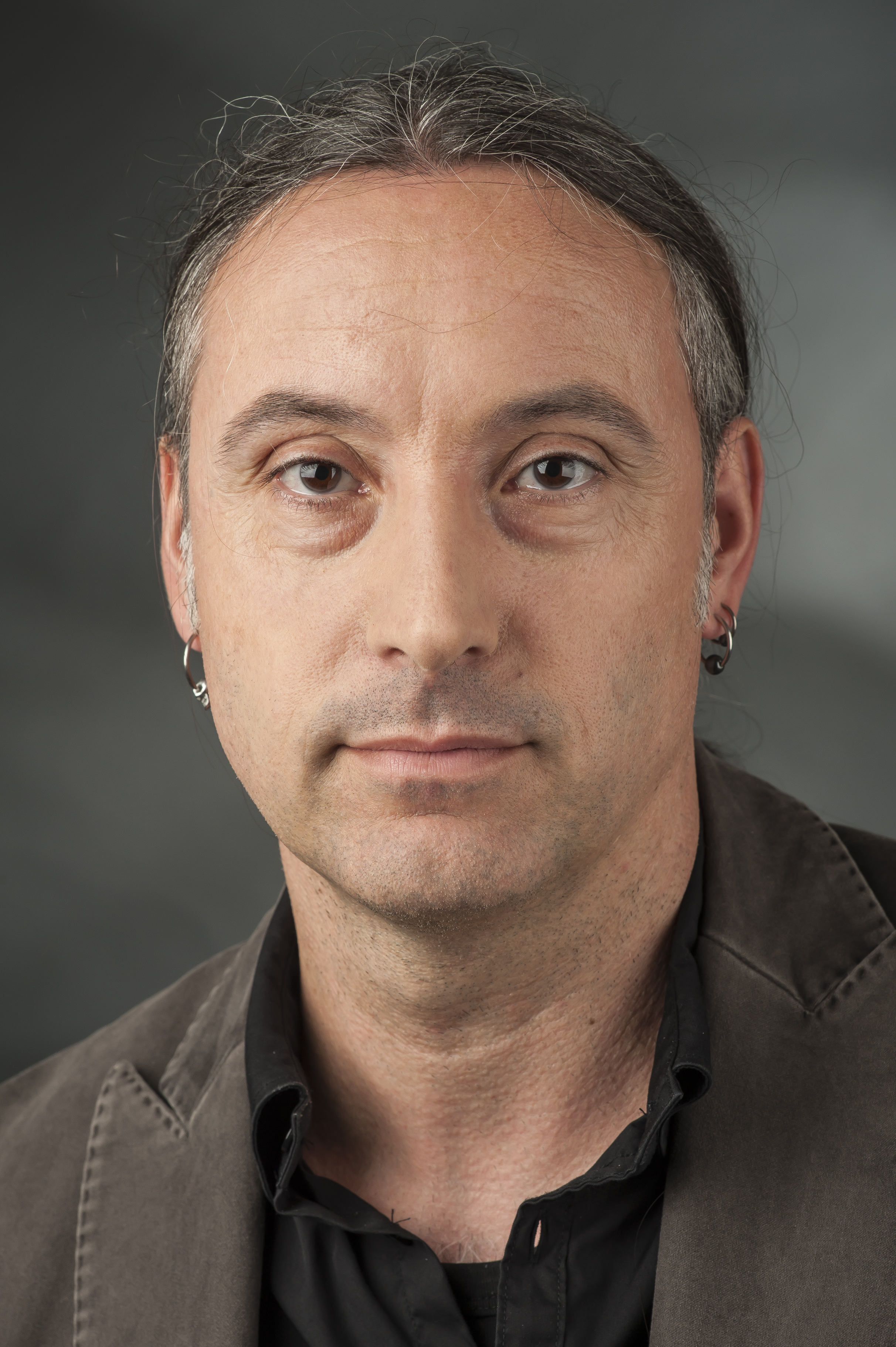
Alexander Neu (2014)

Alexander Soranto Neu (* 19. März 1969 in Eitorf) ist ein deutscher Politiker (parteilos, bis 2023 Die Linke). Von 2013 bis 2021 war er Mitglied des Deutschen Bundestages.

## Leben und Bildungsweg
Neu wurde im südlichen Nordrhein-Westfalen als Kind jugoslawischer Eltern geboren und von einem deutschen Ehepaar adoptiert. Er wuchs in Much auf und besuchte dort die Hauptschule. Nach dem Abitur 1990 am Anno-Gymnasium in Siegburg, das er seit 1987 besucht hatte, studierte er Politikwissenschaft in Bonn; dieses Studium schloss er 1995 ab. Im Jahr 2004 wurde Neu mit einer Arbeit zur Jugoslawien-Kriegsberichterstattung der Times und der Frankfurter Allgemeinen Zeitung in Politikwissenschaften promoviert. In seiner Dissertation kam er zu dem Ergebnis, dass sich die Berichterstattungen der Times und der FAZ nur geringfügig unterscheiden. Demnach würden beide Zeitungen Staaten als die zentralen Akteure des internationalen Geschehens darstellen und Konflikte vor allem auf ethnozentrische Differenzen zurückführen. Außerdem publizierte er wissenschaftliche Artikel zur Außen- und Sicherheitspolitik.

## Parteimitgliedschaften und politische Laufbahn
Neu engagierte sich zunächst in der Partei Bündnis 90/Die Grünen, aus der er 2005 austrat; anschließend wurde er Mitglied in der PDS, die 2007 zur Linkspartei wurde. Von 2006 bis 2013 war Neu Referent für Sicherheitspolitik der Linksfraktion im Deutschen Bundestag.
Alexander Neu trat bei der Bundestagswahl am 22. September 2013 als Direktkandidat der Linken im Wahlkreis Rhein-Sieg-Kreis I an; dabei erreichte er als viertbester Kandidat im Wahlkreis 4,7 Prozent aller Erststimmen. Bei der Wahl zog er über die Landesliste in den Deutschen Bundestag ein. Im 19. Deutschen Bundestag war Neu Obmann im Verteidigungsausschuss des Deutschen Bundestages und stellvertretendes Mitglied im Auswärtigen Ausschuss sowie im 1. Unterausschuss des Verteidigungsausschusses.
Im August 2016 sagte Neu im Deutschlandfunk zu den Aktivitäten der PKK in der Türkei: „Darüber kann man streiten, ob das Terrorismus ist oder nicht. Man kann auch von Staatsterrorismus sprechen.“ Dies führte 2017 zu einem Besuchsverbot bei den deutschen Soldaten im türkischen Konya durch eine Bundestagsdelegation, zu der auch Alexander Neu gehörte.
Nachdem Neu 2017 über die Liste einziehen konnte, reichte bei der Bundestagswahl 2021 sein Listenplatz 8 nicht für den Wiedereinzug.
Im November 2023 verließ er die Partei Die Linke.

## Russlandfreundliche Positionen
Neu und andere Linken-Politiker wie Diether Dehm traten als Gäste beim russischen Staatssender Russia Today auf. Bei Russia Today rief Neu regelmäßig zur Befreiung Deutschlands aus der „US-Abhängigkeit“ auf. Stattdessen solle eine gemeinsame Sicherheitspolitik von Lissabon bis Wladiwostok aufgebaut werden. Neu kritisierte die Reaktion der deutschen Bundesregierung auf den Abschuss des Passagierflugzeugs Malaysia-Airlines-Flug 17 durch eine russische Luftabwehrrakete. Seiner Meinung nach hätten Schuldzuweisungen an Russland „allein auf Grundlage wilder Spekulationen“ stattgefunden.
2018 waren Abgeordnete der AfD, der FPÖ sowie Neu und andere Vertreter der Linken zu einem Wirtschaftsforum auf der annektierten Halbinsel Krim geladen. Neu war als Redner angekündigt, was er auf Nachfrage der Welt Online bestätigte. Eine Sprecherin der Linksfraktion sagte jedoch, dass nach ihrem Kenntnisstand kein Abgeordneter der Linksfraktion der Einladung folgen würde.
Während der russischen Provokation bei Kertsch im November 2018 verglich Neu die ukrainische Selbstbestimmung folgendermaßen: „Die Souveränität der Ukraine entspricht etwa der Souveränität eines dreijährigen Kindes, in Abhängigkeit von seiner Mama.“ Seiner Meinung nach tragen die Europäische Union und die NATO die Schuld an der russischen Krim-Annexion, am Krieg in der Ostukraine sowie am ukrainisch-russischen Zusammenstoß im Schwarzen Meer. 
Zudem ist Neu der Ansicht, dass Russland seine Verpflichtungen aus dem Minsk-II-Abkommen erfüllt habe. Neu selbst verwendet nicht den Ausdruck „Annexion der Krim“; es sei keine Annexion gewesen, sondern eine Sezession. Er lehnt die EU-Sanktionen gegen Russland ab.
Zum Giftanschlag auf den russischen Aktivisten Alexei Anatoljewitsch Nawalny am 20. August 2020, der nach Angaben der Bundesregierung einen „zweifelsfreien Nachweis“ eines chemischen Nervenkampfstoffs aus der Nowitschok-Gruppe erbracht habe, warnte er umgehend nach der Unterrichtung durch die Bundesregierung vor vorschnellen Schuldzuweisungen gegenüber Moskau.
Die Kritik an der Diskriminierung von Homosexuellen in Russland hält Neu für politisch instrumentalisiert, da man nicht unbedingt nur nach Russland schauen müsse, um Homophobie zu kritisieren. Die russlandkritische Instrumentalisierung des Themas Homophobie für andere politische Zwecke ist seiner Ansicht nach „letztlich selbst Homophobie durch die Hintertür“. 
Volker Beck (Bündnis 90/Die Grünen) kritisierte Neu aufgrund solcher Äußerungen scharf und forderte im Herbst 2020 seinen Ausschluss aus der Fraktion Die Linke im Bundestag. Am 25. Februar 2022 distanzierte sich Dietmar Bartsch im Deutschlandfunk im Interview durch Christoph Heinemann von Alexander Neu und dessen am 26. November 2018 im Deutschlandfunk ebenfalls in einem Interview mit Christoph Heinemann getätigten Äußerung „Die Souveränität der Ukraine entspricht etwa der eines dreijährigen Kindes“.

## Mitgliedschaften und Funktionen
- Berliner Informationszentrum für Transatlantische Sicherheit

## Privates
Neu ist verheiratet und hat zwei Kinder.

## Publikationen
- Die Jugoslawien-Kriegsberichterstattung der Times und der Frankfurter Allgemeinen Zeitung. Ein Vergleich. Nomos-Verlagsgesellschaft, Baden-Baden 2004, ISBN 978-3-8329-0797-6.
- Hegemonie, Multipolarität oder Nicht-Polarität im 21. Jahrhundert? Über Interessen, Gewalt und Völkerrecht. In: Erhard Crome (Hrsg.): Die UNO und das Völkerrecht in den internationalen Beziehungen der Gegenwart. WeltTrends, Potsdam 2012, ISBN 978-3-941880-66-5.